# Magnus Wallin
Magnus Wallin, född 1965 i Malmö, är en svensk videokonstnär och animatör. 
Han studerade från åren 1988 till 1995 vid Konsthögskolan Valand i Göteborg och Konstakademien i Köpenhamn.
Magnus Wallin arbetar i sina datoranimerade videofilmer med datorspelens bildspråk. Sedan 1996 har Wallin skapat 3D-animerade videofilmer och fotografier redigerade på dator med inriktning på människans förhållande till den mänskliga kroppen i samhället, skönhetsidealen, de missbildade och handikappade, människans fysik etc.
I sitt budskap om respekt för de annorlunda och utsatta ställer Wallin, omedvetet eller medvetet, frågor kring vår syn på oss själva. Vad är fint och fult, normalt och onormalt? Hur uppfattades människans kropp igår och hur uppfattas den idag, och varför måste avvikande människor stå åt sidan för ideal som nästan är ouppnåeliga?
Magnus Wallin utför många studier kring hur kroppen rör sig, till exempel läser historiska böcker om anatomi och tittar på idrott.
Magnus Wallin jobbar som gästprofessor på Umeå Konsthögskola (2008). Wallin finns representerad vid Göteborgs konstmuseum och Moderna Museet.

## Kända verk (i urval)
- Exit (1997)
- Skylines (2000)
- Solo (2002)